# مشیک
مِشیک یکی از رودهای آلاسکا است که به خلیج بریستول می‌ریزد.